# نوي أكوستا
نوي أكوستا (بالإسبانية: Noé Acosta)‏ (10 ديسمبر 1983 في إسبانيا - ) هو لاعب كرة قدم إسباني في مركز الوسط. لعب مع أريس تسالونيكي وأوليمبياكوس فولو وباس جيانينا وجامعة كلوج وريال مدريد وليفادياكوس وريال سوسيداد ديبورتيفا الكالا ونادي ألميريا ب وأتلتيكو مدريد ج ونادي مُطريل ‏ وCDC Moscardó ‏.

## وصلات خارجية
- نوي أكوستا على موقع قاعدة بيانات كرة القدم.إي يو (الإنجليزية)
- نوي أكوستا على موقع Soccerway.com (الإنجليزية)
- نوي أكوستا على موقع عالم كرة القدم.نت (الإنجليزية)